# 芳心寺
芳心寺（ほうしんじ）は、鳥取県鳥取市にある日蓮宗の寺院。旧本山は、大本山妙顕寺。達師法縁。塔頭として、本慈院、完龍院がある。

## 歴史
- 天文年間（1532年-1555年）、妙顕寺の日広が備前国（現在の岡山県）庭瀬口に芳心寺の前身寺院である正福寺を創建し、日広の弟子、日雄が初代の住職となった。
- 1633年（寛永9年）、備前藩（現在の岡山県）池田光仲と因幡藩（現在の鳥取県）池田光政の国替えに際して、3代日徳が池田光仲に従い現在地に寺院を移した。
- 1713年（正徳3年）、寺号を芳心寺に改称する。

## 旧末寺
日蓮宗は昭和16年（1941年）に本末を解体したため、現在では、旧本山、旧末寺と呼びならわしている。
- 本慈院（鳥取市馬場町）塔頭
- 完龍院（鳥取市馬場町）塔頭
- 医王山朝日寺（鳥取市横枕）
- 千部山清照寺（鳥取市上味野）
- 法華山圓教寺（鳥取市用瀬町用瀬）
- 医王山吉祥寺（八頭郡智頭町大字智頭）
- 久遠山恵照寺（八頭郡智頭町大字郷原）
- 白毫山蓮教寺（八頭郡若桜町若桜）
- 光徳山榮福寺（兵庫県美方郡新温泉町浜坂）

## 参考資料
- 北尾日大「芳心寺一覧」鳥取県立図書館、1999年